# A Hard Day's Night
A Hard Day's Night, ett musikalbum av The Beatles, utgivet 10 juli 1964. A-sidan av albumet utgjorde soundtracket till gruppens första film, A Hard Day's Night (i Sverige kallad Yeah! Yeah! Yeah!).

## Produktion och inspelning
A Hard Day's Night är Beatles första album som inte innehåller några covers.  Musikaliskt har de utvecklats betydligt sedan förra skivan. Gruppen visar också prov på sina talanger att arrangera låtar. Man finner en allt tydligare strävan att göra något nydanande; arrangemangen, sättet att skriva låtar, sound med mera skiljer sig allt mer ifrån andra samtida artister.
Albumet är också det enda album som The Beatles gav ut där alla låtar är skrivna av John Lennon och Paul McCartney. Signaturen Lennon-McCartney betyder emellertid inte alltid att låten helt och hållet är skriven i samarbete mellan de två. I många fall är låtarna skrivna på skilda håll av antingen Lennon eller McCartney, ibland kompletterade med en textrad eller ett stick av den andre. För det mesta kan man höra vem som skrivit en låt på vem som sjunger ledstämman. 10 av de 13 låtarna på A Hard Day's Night är skrivna av Lennon, och endast 3 låtar av McCartney: "And I Love Her", "Can't Buy Me Love" och "Things We Said Today".
A Hard Day's Night är en av de få Beatlesalbum där Ringo Starr inte har något eget sångnummer. George Harrison sjunger "I'm Happy Just To Dance With You". (Vid sidan om "Do You Want to Know a Secret?" från Beatles första LP Please Please Me är det enda gången Harrison sjunger en Lennon-McCartney-komposition.) 
Mark Lewisohn noterar i sina böcker om Beatles inspelningar att det är helt olika trumpålägg på mono- resp. stereoversionerna av "Can't Buy Me Love", en låt som Beatles började spela in i den franska Pathéstudion under sitt besök i Paris i början av år 1964. Lewisohn hävdar att en studiomusiker kan stå för trumspelet på stereoversionen. (Argumenten är att en anonym trumslagare arvoderats av EMI samt att pålägg enligt EMI:s diarium gjorts på "Can't Buy Me Love" en dag när Ringo Starr befann sig på annan ort för att delta i inspelningen av filmen A Hard Day's Night.)

## Utgivning
Ungefär samtidigt som albumet gavs ut släpptes EP-skivan Long Tall Sally med låtar som spelades in samtidigt som A Hard Day's Night, närmare bestämt "Long Tall Sally", "I Call Your Name", "Slow Down" samt "Matchbox". På denna EP var samtliga låtar covers utom Lennon-McCartneys "I Call Your Name", som dock redan 1963 kommit ut på skiva i en inspelning av Billy J Kramer and the Dakotas. (Låten var baksida till Kramers "Bad To Me", som också den var en Lennon-McCartney-komposition.)
I USA gavs LP:n A Hard Day's Night ut den 26 juni 1964 i en något annorlunda version. Den amerikanska LP:n innehöll enbart de Beatleslåtar som ingick i filmen, det vill säga de som finns på sidan 1 i den brittiska utgåvan. På den amerikanska skivan hade man valt en annan version av "And I Love Her", där Paul McCartneys sång inte till stor del inte är dubbelt pålagd. I övrigt innehöll det amerikanska albumet - liksom den amerikanska Help!-LP:n - den instrumentala filmmusiken - soundtracket - från filmen. Den amerikanska LP:n gavs dessutom inte ut av skivkoncernen EMI utan av United Artists, som distribuerat filmen. Den ingår därför inte i de boxar med amerikanska skivor som givits ut på CD under 2000-talet. EMI:s Capitol gav dock ut ett album - Something New - som till stor del motsvarar den europeiska LP:n A Hard Day's Night.
I såväl USA som Europa kom LP-skivorna ut i både mono- och stereoversion. På A Hard Day's Night, som är det första Beatlesalbum inspelat med fyrkanalig bandspelare, ligger som regel sången i mitten på stereomixningen. Trots detta valde gruppens producent George Martin att enbart ge ut monoversionen när LP-skivorna överfördes till CD 1987. Först 2009 har stereoversionen getts ut på CD i nyremastrat skick. Även monoversionen har remastrats på nytt och ingår i den särskilda monoboxen.

## Skivomslag
Omslaget till europeiska albumet A Hard Day's Night föreställer de fyra Beatlesmedlemmarna i en mängd mindre foton från filmen (fem foton på varje beatle). Bakgrunden är blå på gränsen till blålila. På den amerikanska A Hard Day's Night är bakgrunden röd. Även denna innehåller bilder från filmen, men enbart en bild per beatle och dessa bilder är större än på den europeiska skivan.

## Singlar
LP:n A Hard Day's Night innehåller fyra låtar som tidigare givits ut som singlar: "Can't Buy Me Love" / "You Can't Do That" och "A Hard Day's Night" / "Things We Said Today".

## Låtlista

### Europeiska utgåvan (Parlophone PMC 1230 (mono)/PCS 3058 (stereo))
Alla låtar är skrivna och komponerade av Lennon/McCartney. 
| 1.           | A Hard Day's Night               | 2:32  |
| 2.           | I Should Have Known Better       | 2:44  |
| 3.           | If I Fell                        | 2:22  |
| 4.           | I'm Happy Just to Dance With You | 1:58  |
| 5.           | And I Love Her                   | 2:31  |
| 6.           | Tell Me Why                      | 2:10  |
| 7.           | Can't Buy Me Love                | 2:14  |
| Total längd: | Total längd:                     | 16:31 |

| 1.           | Any Time at All      | 2:13  |
| 2.           | I'll Cry Instead     | 1:47  |
| 3.           | Things We Said Today | 2:38  |
| 4.           | When I Get Home      | 2:18  |
| 5.           | You Can't Do That    | 2:37  |
| 6.           | I'll Be Back         | 2:20  |
| Total längd: | Total längd:         | 13:53 |

### Amerikanska utgåvan (United Artists UAS 6466 (stereo))
Alla låtar är skrivna och komponerade av Lennon/McCartney. 
| 1.           | A Hard Day's Night                        | 2:28  |
| 2.           | Tell Me Why (vocal)                       | 2:04  |
| 3.           | I Cry Instead (vocal)                     | 2:06  |
| 4.           | I Should Have Known Better (instrumental) | 2:16  |
| 5.           | I'm Happy Just To Dance With You (vocal)  | 1:59  |
| 6.           | And I Love Her (instrumental)             | 3:42  |
| Total längd: | Total längd:                              | 14:35 |

| 1.           | I Should Have Known Better (vocal)      | 2:42  |
| 2.           | If I Fell (vocal)                       | 2:16  |
| 3.           | And I Love Her (vocal)                  | 2:27  |
| 4.           | Ringo's Theme (This Boy) (instrumental) | 3:06  |
| 5.           | Can't Buy Me Love (vocal)               | 2:15  |
| 6.           | A Hard Day's Night (instrumental)       | 2:00  |
| Total längd: | Total längd:                            | 14:46 |